# رود البه

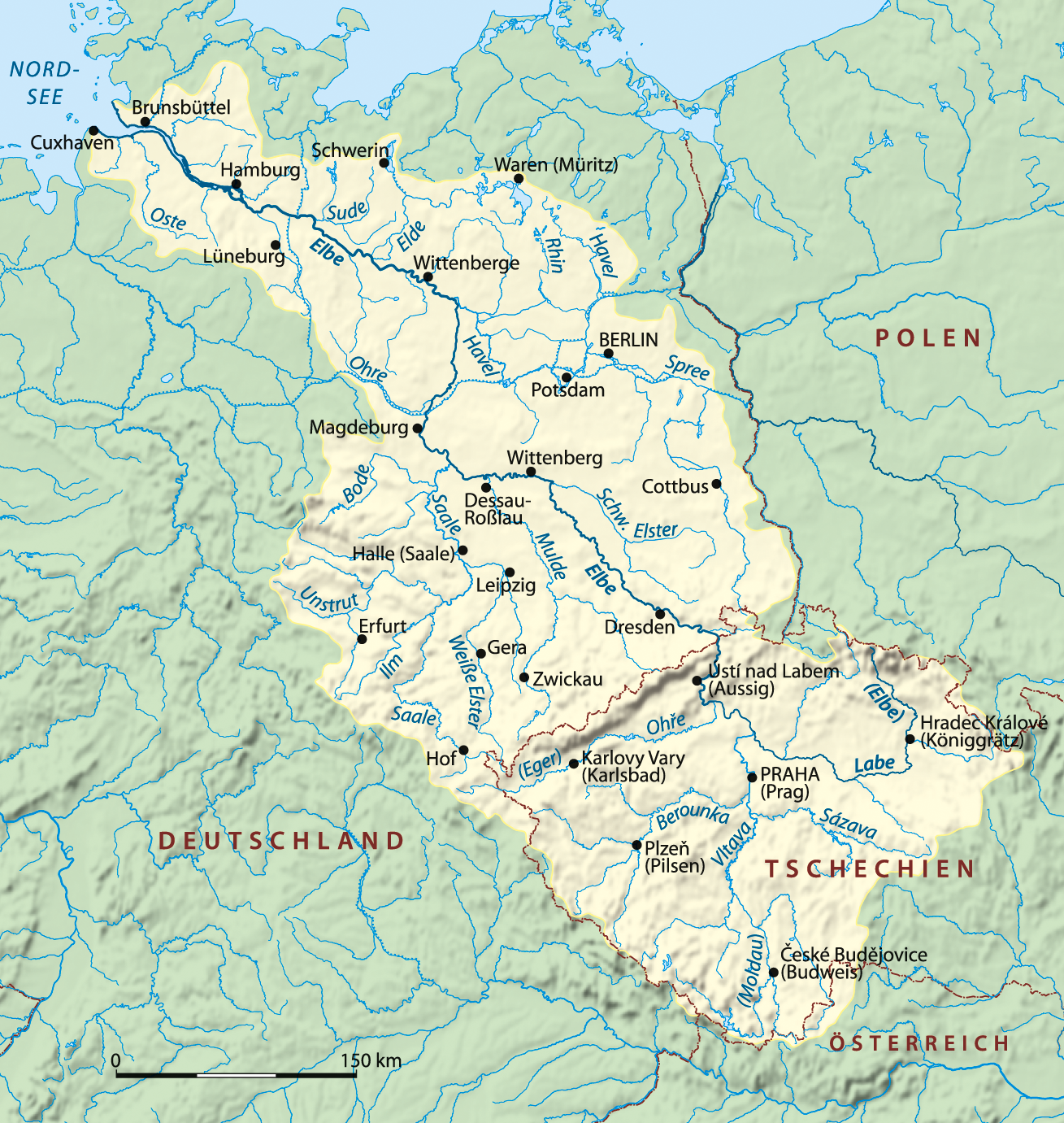
حوضه‌های آبریز البه

البه (به زبان چکی Labe) نام رودخانه‌ای است در اروپای مرکزی. این رودخانه که یکی از آبراه‌های اصلی اروپای مرکزی است از شمال غربی جمهوری چک سرچشمه گرفته پس از گذر از کشور آلمان به دریای شمال می‌ریزد. طبق معاهده ورسای، رودهای البه و اودر و همچنین کانال کیل در آلمان بین‌المللی اعلام شد.
خاکستر باقی‌مانده از سوزاندن جسد آدلف هیتلر (رهبر آلمان نازی) در این رودخانه ریخته شد.

## جغرافیا
یکی از مهم‌ترین رودخانه‌های اروپای مرکزی است که پس از رود راین (رود) طولانی‌ترین جریان با بیشترین تردد کشتی، در آلمان است. طول آن ۱٬۱۶۵ کیلومتر و مساحت بستر آن ۱۴۴٬۰۰۰ کیلومتر مربع می‌باشد. «البه» از ارتفاعات «ریزن گبیرگه»∗ در جمهوری چک سرچشمه گرفته و درست از ارتفاع ۱٬۵۰۰ متری از سطح دریا جریان می‌یابد. «البه» پس از اتحاد با چشمه‌های فراوان، ابتدا به‌سوی غرب و سپس به‌طرف شمال «آبگیر بوهم»∗ جریان یافته و پس از دریافت آب رودخانه‌های مولداو و رود اگر، از درسدن می‌گذرد و زمین‌های پست شمال آلمان را مشروب کرده و پیش از ریختن به دریای شمال از طریق کوکسهافن، پهنای آن به پانزده کیلومتر می‌رسد. دهانه رود البه در هامبورگ به پهنای صد کیلومتر شروع می‌شود (به‌نام پائین البه)∗ که هنگام جزرومد، پیش‌روی آب در بستر رود تا شهر گیزتاخت مشاهده می‌شود. رودخانه‌های جنبی در سمت چپ البه عبارت‌اند از مولداو - اگر - مولده - زاله∗ و در سمت راست البه عبارت‌اند از: ایزر - الستر سیاه - هافل∗. امکان تردد کشتی از هامبورگ تا پراگ مدیون استقرار تأسیسات فنی در محل اختلاف سطح رودخانه البه می‌باشد که به وسیله توربین ها و پمپ‌های فشارقوی، کشتی‌ها را با آسانسور آبی به‌سطح بالاتر رودخانه هدایت می‌کنند. این رودخانه به‌وسیله کانال البه-هافل با رود اشپری∗ و دریاچه‌های اطراف برلین و از آنجا به‌وسیله کانال‌های اودر-هافل و کانال فینو∗ و کانال اودر-اشپری به‌رودخانه اودر مربوط شده‌است. البه از طریق یک کانال جنبی به منطقهٔ رور∗ و رودخانه «راین» ارتباط یافته و از سوی دیگر به‌وسیله شاخه‌ای از کانال میانی∗ به‌بخش سفلای ماگدبورگ و کانال البه-لوبک ∗ به دریای شرق∗ مربوط می‌شود.

## آلودگی
رود البه از دهه ۱۹۵۰ تا اویل ۱۹۹۰ میلادی یکی از آلوده‌ترین رودخانه‌های اروپا بود. مهم‌ترین عامل در آلودگی این رودخانه، کارخانجات موجود در جمهوری دموکراتیک آلمان و چکسلواکی سابق است که فاقد استانداردهای زیست‌محیطی بودند و باعث مرگ بیولوژیکی این رودخانه شدند. در تاریخ ۸ اکتبر ۱۹۹۰ میلادی، پیمانی بین کشورهای آلمان، چکسلواکی و جامعهٔ اروپا منعقد و کمسیون محافظت از البه ∗ تشکیل گردید. از آن تاریخ به‌بعد با اعمال این قانون کیفیت آب این رودخانه به‌میزان قابل ملاحظه‌ای بهبود یافت. بخش میانی و پایانه این رودخانه (به نام پارک البه به وسعت ۳۷۵٬۰۰۰ هکتار) متعلق به‌منطقه حفاظت‌شده یونسکو می‌باشد. البه در اوت ۲۰۰۲ میلادی طغیان نموده و خسارات زیادی به‌ویژه در استان‌های زاکسن و زاکسن-آنهالت به‌بار آورد.

## یادداشت‌ها

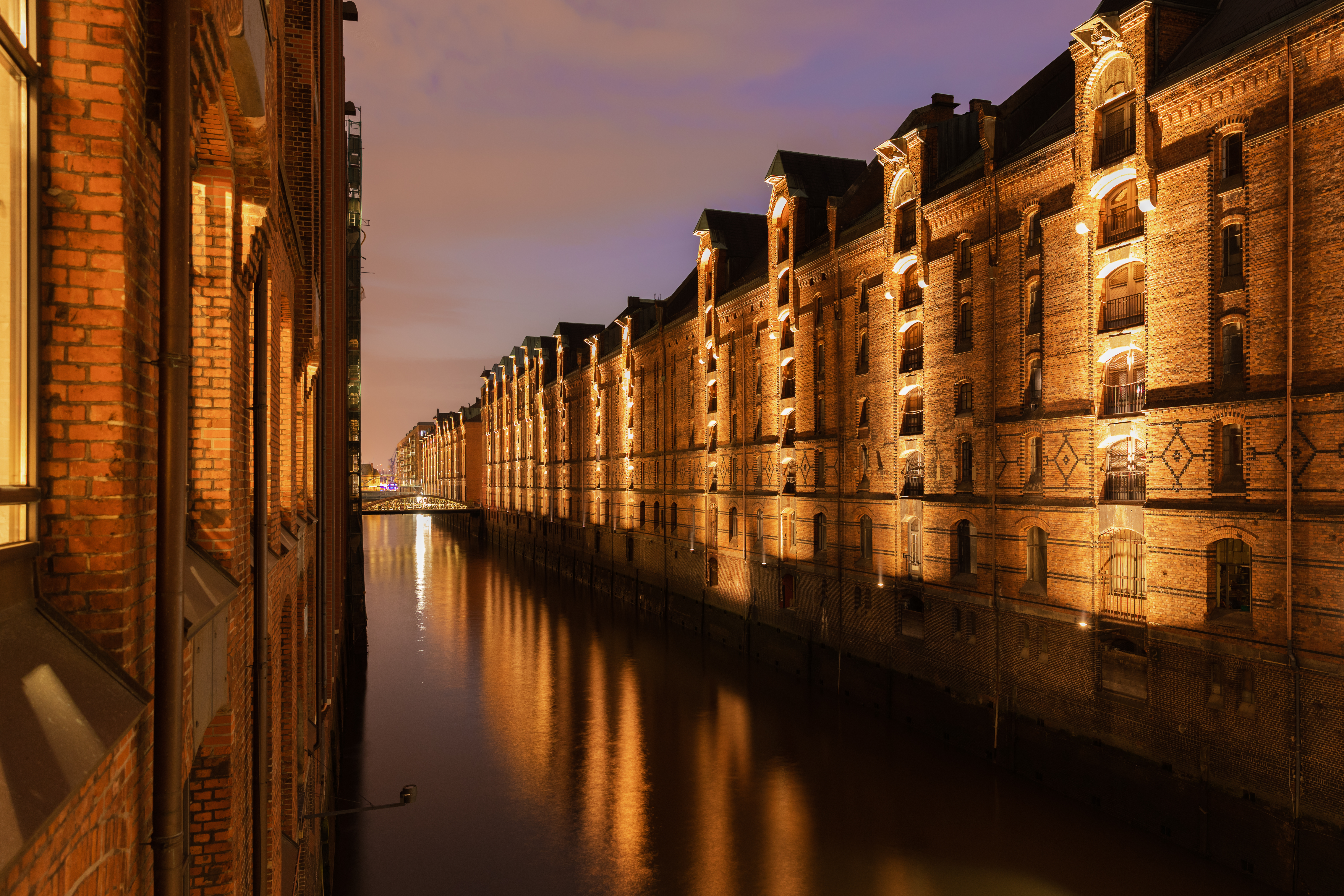
شهرک انباری هامبورگ، منطقه‌ای در شهر هامبورگ، واقع در کرانه رودخانه البه است.